# Ронкобело
Ронкобѐло (на италиански: Roncobello; на ломбардски: Roncobel, Ронкобел) е село и община в Северна Италия, провинция Бергамо, регион Ломбардия. Разположено е на 1007 m надморска височина. Населението на общината е 430 души (към 2018 г.).